# Anicla praecipua
Anicla praecipua là một loài bướm đêm trong họ Noctuidae.